# Rio de Contas
O rio de Contas é um curso de água que banha o estado da Bahia. É o principal rio da bacia hidrográfica que leva seu nome.
Tem sua nascente na serra da Tromba, entre os municípios de Piatã e Abaíra, passa pelas cidades de Abaíra, Jussiape, Brumado (passando pelo distrito de Cristalândia), Dom Basílio, Tanhaçu, Jequié (onde foi erguida a Barragem da Pedra), Jitaúna, Ipiaú, Itagibá, Barra do Rocha, Ubatã, Ubaitaba e Aurelino Leal, para finalmente ter a sua foz no oceano Atlântico, em Itacaré.

## Bacia hidrográfica

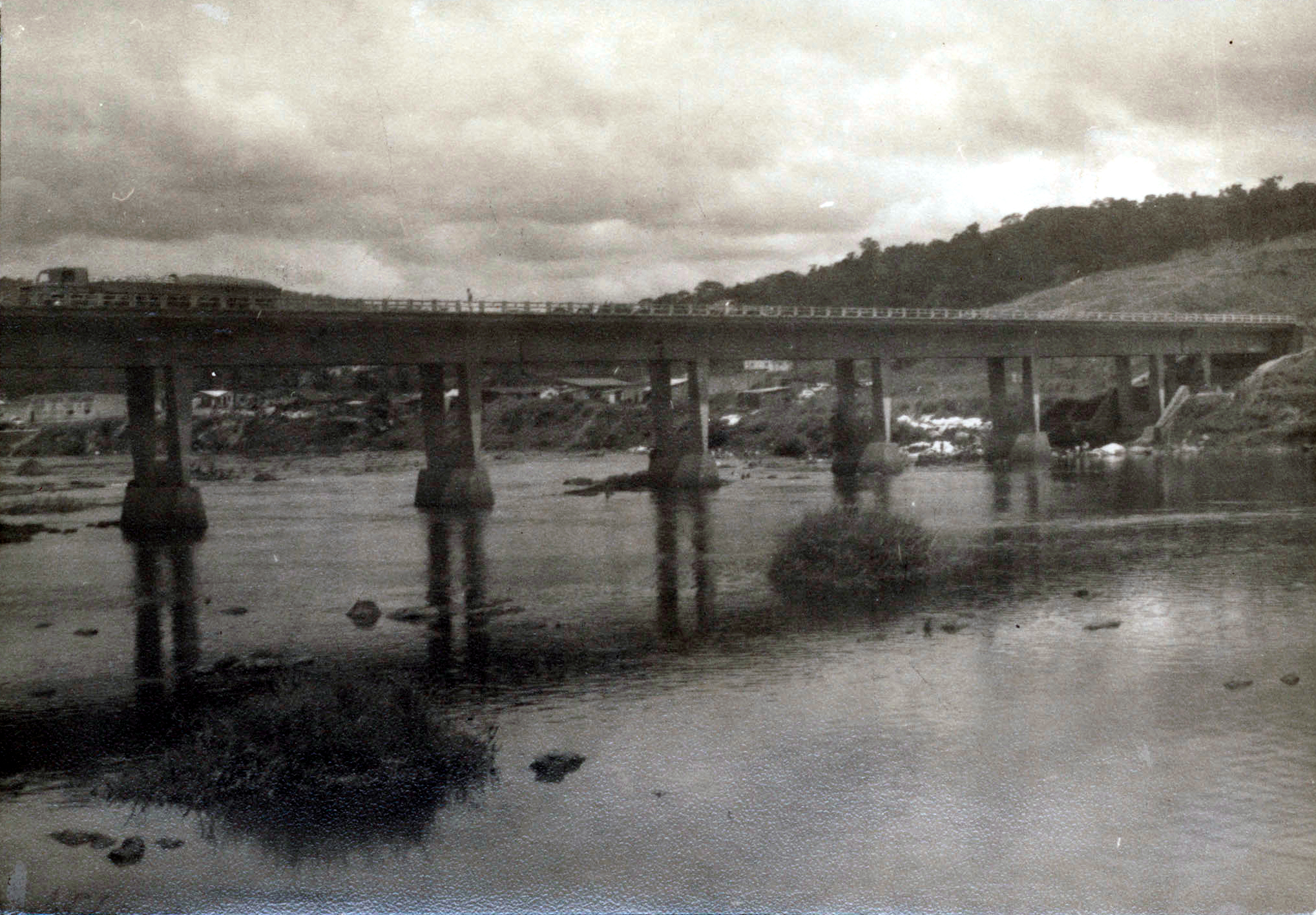
Ponte sobre o Rio de Contas, um trecho rodoviário federal logintudinal BR-101 com vista para Ubaitaba, Foto de 1957.

Uma das dezesseis bacias hidrográficas do estado da Bahia, está administrativamente subordinada ao Departamento Nacional de Obras Contra as Secas. A bacia compreende os seus principais afluentes, que são: rio Brumado, rio do Antônio, rio Gongogi, rio Jequiezinho, rio Gavião, rio Sincorá e rio Jacaré.
Engloba um território de 55 334 quilômetros quadrados, com uma população em 1991 de 1 423 153 habitantes. O uso econômico é variado: irrigação, produção energética, mineração e abastecimento das cidades situadas no perímetro.

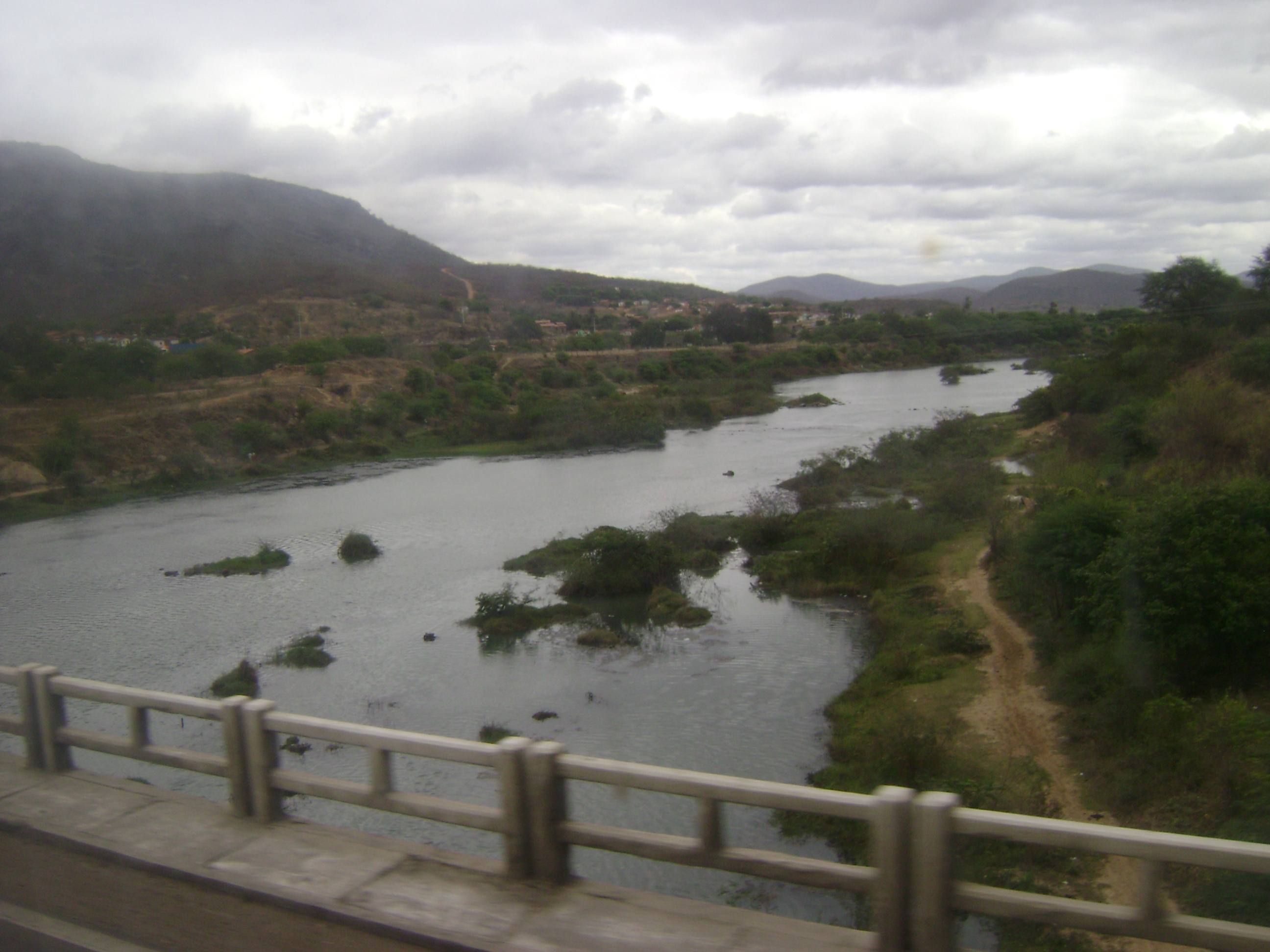
Ponte sobre o rio, na altura da cidade de Jequié.

É a maior bacia inteiramente situada no estado da Bahia, na qual estão situados 86 municípios, um território que equivale a 10,2 por cento do território estadual.
Limita-se a oeste com a bacia do rio São Francisco, a leste com o oceano Atlântico, a sul com as bacias do rio Pardo e rio Colônia e o estado de Minas Gerais, e a norte com as bacias do rio Paraguaçu e rio Jequiriçá.